# Selar boops
 Selar boops és un peix teleosti de la família dels caràngids i de l'ordre dels perciformes.

## Morfologia
Pot arribar als 25 cm de llargària total.

## Distribució geogràfica
Es troba a les costes de l'oceà Pacífic: des de les Illes Andaman fins a Vanuatu, les Filipines i nord d'Austràlia.